# Bohușivka, Mlîniv
Bohușivka (în ucraineană Богушівка) este un sat în comuna Posnîkiv din raionul Mlîniv, regiunea Rivne, Ucraina.

## Demografie
Componența lingvistică a localității Bohușivka
     Ucraineană (100%)
Conform recensământului din 2001, toată populația localității Bohușivka era vorbitoare de ucraineană (100%).